# FK Voždovac Belgrade
Maillots
Actualités
Le Fudbalski Klub Voždovac Belgrade (en serbe : Фудбалски Клуб Вождовац Београд), plus couramment abrégé en Voždovac Belgrade, est un club serbe de football fondé en 1912, et basé à Voždovac, quartier de Belgrade, la capitale du pays.
Il possède la particularité d'avoir un stade bâti sur le toit d'un centre commercial dans le quartier de Voždovac.

## Historique
- 1912 : fondation du club sous le nom de SK Dušanovac
- 1929 : le club est renommé Voždovački SK
- 1973 : fusion avec le FK Sloboda Belgrade en FK Voždovac Belgrade
- 2004 : 1re participation à une Coupe d'Europe (C3, saison 2004/05)
- 2005 : fusion avec le FK Železnik (fondé en 1930), le club devient FK Voždovac Belgrade

## Bilan sportif

### Palmarès
| Compétitions nationales                                           | Anciennes compétitions                                       |
| ----------------------------------------------------------------- | ------------------------------------------------------------ |
| - Championnat de Serbie D3 (2) : - Champion : 2003-04 et 2011-12. | - Coupe de Serbie-et-Monténégro (1) : - Vainqueur : 2004-05. |

### Bilan par saison
| Saison    | Championnat | Championnat | Championnat | Championnat | Championnat | Championnat | Championnat | Championnat | Championnat | Championnat | Coupe de Serbie     |
| Saison    | Division    | Pos         | Pts         | J           | V           | N           | D           | BP          | BC          | Diff        | Coupe de Serbie     |
| --------- | ----------- | ----------- | ----------- | ----------- | ----------- | ----------- | ----------- | ----------- | ----------- | ----------- | ------------------- |
| 2006-2007 | 1re         | 11e         | 37          | 32          | 10          | 7           | 15          | 33          | 45          | -12         | Huitièmes de finale |
| 2007-2008 | 2e          | 5e          | 57          | 34          | 16          | 9           | 9           | 37          | 27          | +10         | Seizièmes de finale |
| 2008-2009 | 2e          | 17e         | 32          | 34          | 7           | 11          | 16          | 32          | 43          | -11         | Seizièmes de finale |
| 2009-2010 | 3e Belgrade | 6e          | 40          | 30          | 9           | 13          | 8           | 27          | 27          | 0           | Seizièmes de finale |
| 2010-2011 | 3e Belgrade | 6e          | 40          | 30          | 11          | 7           | 12          | 27          | 41          | -14         | —                   |
| 2011-2012 | 3e Belgrade | 1er         | 66          | 30          | 20          | 6           | 4           | 60          | 17          | +43         | —                   |
| 2012-2013 | 2e          | 3e          | 63          | 34          | 17          | 12          | 5           | 49          | 22          | +27         | —                   |
| 2013-2014 | 1re         | 7e          | 42          | 30          | 12          | 6           | 12          | 34          | 35          | -1          | Huitièmes de finale |
| 2014-2015 | 1re         | 12e         | 34          | 30          | 9           | 7           | 14          | 24          | 37          | -13         | Demi-finales        |
| 2015-2016 | 1re         | 7e          | 45          | 37          | 11          | 12          | 14          | 34          | 36          | -2          | Huitièmes de finale |
| 2016-2017 | 1re         | 7e          | 48          | 37          | 14          | 6           | 17          | 41          | 51          | -10         | Quarts de finale    |
| 2017-2018 | 1re         | 5e          | 47          | 37          | 16          | 8           | 13          | 48          | 42          | +6          | Seizièmes de finale |
| 2018-2019 | 1re         | 11e         | 43          | 37          | 12          | 7           | 18          | 36          | 48          | -12         | Seizièmes de finale |
| 2019-2020 | 1re         | 8e          | 45          | 30          | 13          | 6           | 11          | 45          | 41          | +4          | Seizièmes de finale |
| 2020-2021 | 1re         | 14e         | 48          | 38          | 13          | 9           | 16          | 49          | 59          | -10         | Quarts de finale    |
| 2021-2022 | 1re         | 5e          | 49          | 37          | 13          | 10          | 14          | 48          | 45          | +3          | Seizièmes de finale |
| 2022-2023 | 1re         | 7e          | 46          | 37          | 13          | 7           | 17          | 29          | 52          | -23         | Seizièmes de finale |

Légende
- Promotion en division supérieure.
- Relégation en division inférieure.

## Personnalités du club

### Présidents du club
- Danilo Stojanović (1912 - ?)
- Jovan Ivković
- Momir Ivković

### Entraîneurs du club
| - Danilo Stojanović (1912 - ?) - Mlađa Mitrović - Dušan Jevrić (2006 - 2007) - Miroslav Vukašinović (2007) | - Čedomir Đoinčević (2007 - 2008) - Dragi Kaličanin (2008 - 2009) - Mihailo Ivanović (2012 - 2013) - Aleksandar Janjić (2013) | - Nenad Lalatović (2013 - 2014) - Zoran Milinković (2014 - 2015) - Jovan Damjanović - Nebojša Jandrić |